# Kimi-tte
Singles de Kana Nishino
if
(2010) Distance
(2011)
Pistes de Thank you, Love
Alright Wishing
Kimi-tte est le 12e single de la chanteuse de J-pop Kana Nishino.

## Présentation
Il est sorti sous le label SME Records Inc. le 3 novembre 2010 au Japon. Il sort au format CD. Il atteint la 3e position à l'Oricon. Il se vend à 40 670 exemplaires la première semaine et reste classé 21 semaines pour un total de 98 113 exemplaires vendus.  Kimi-tte a été utilisée comme thème pour le drama Freeter, Ie wo Kau. La chanson Kimi-tte se trouve sur l'album Thank you, Love et sur la compilation Love Collection ~pink~.

## Pistes
| 1. | Kimi-tte (君って) | Kana Nishino                                        | SAEKI youthK (rhythm zone)                                                 | Kotaro Egami                   | 5:31 |
| 2. | Christmas Love    | Kana Nishino, GIORGIO13                             | GIORGIO CANCEMI                                                            | GIORGIO CANCEMI                | 4:39 |
| 3. | GIRLS GIRLS       | Kana Nishino, DJ Mass (VIVID Neon*), Olivia Burrell | DJ Mass (VIVID Neon*), Toshihiro Takita, Olivia Burrell, Takashi Yamaguchi | VIVID Neon*, Takashi Yamaguchi | 3:24 |